# VIII століття
VIII століття — століття, що охоплює роки з 701 по 800 рік за юліанським календарем. Це століття зміцнення Франкської держави та Арабського халіфату. Чума Юстиніана завершилася близько 750 року.

## Політика

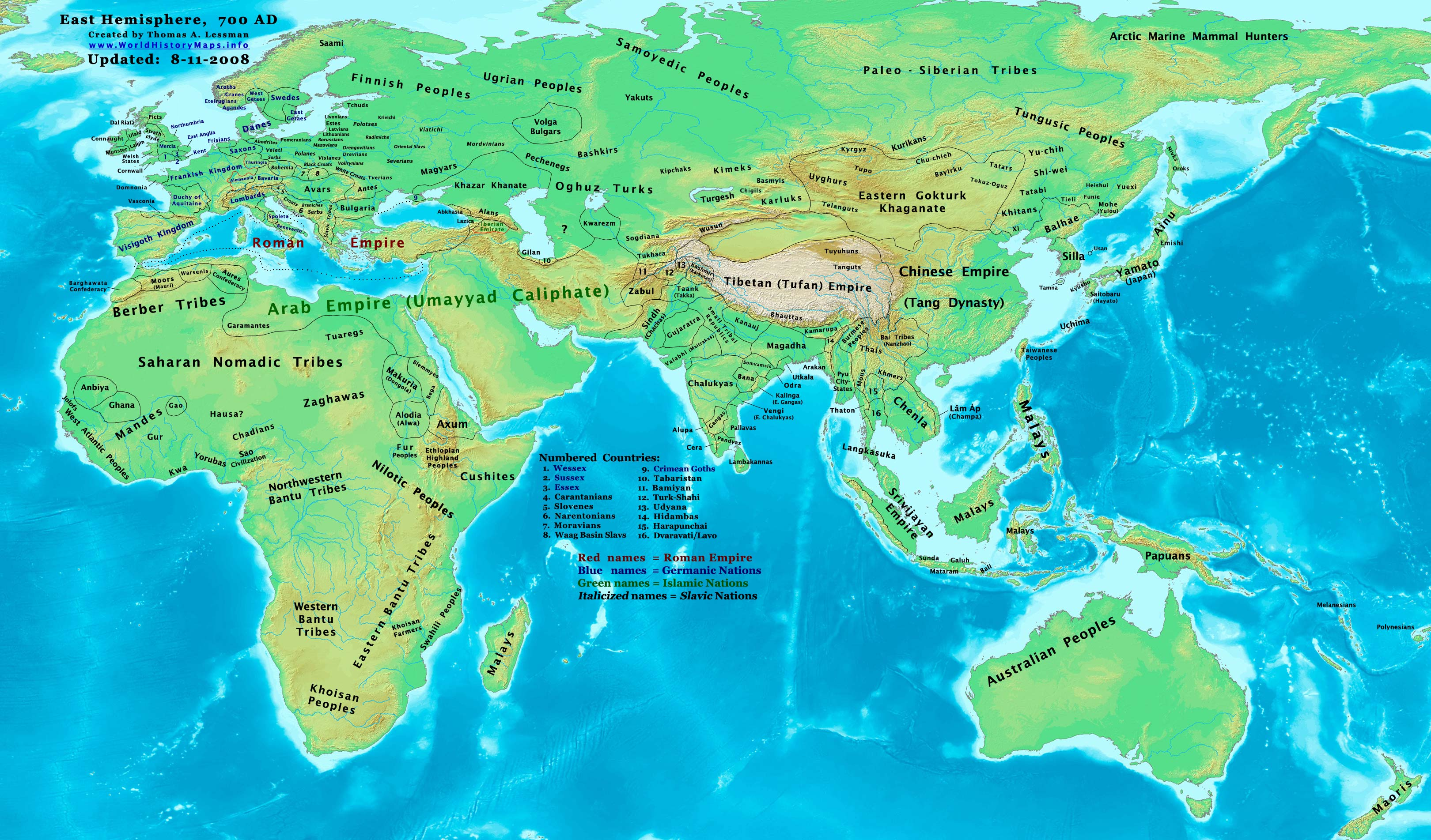
Мапа східної півкулі на 700 рік

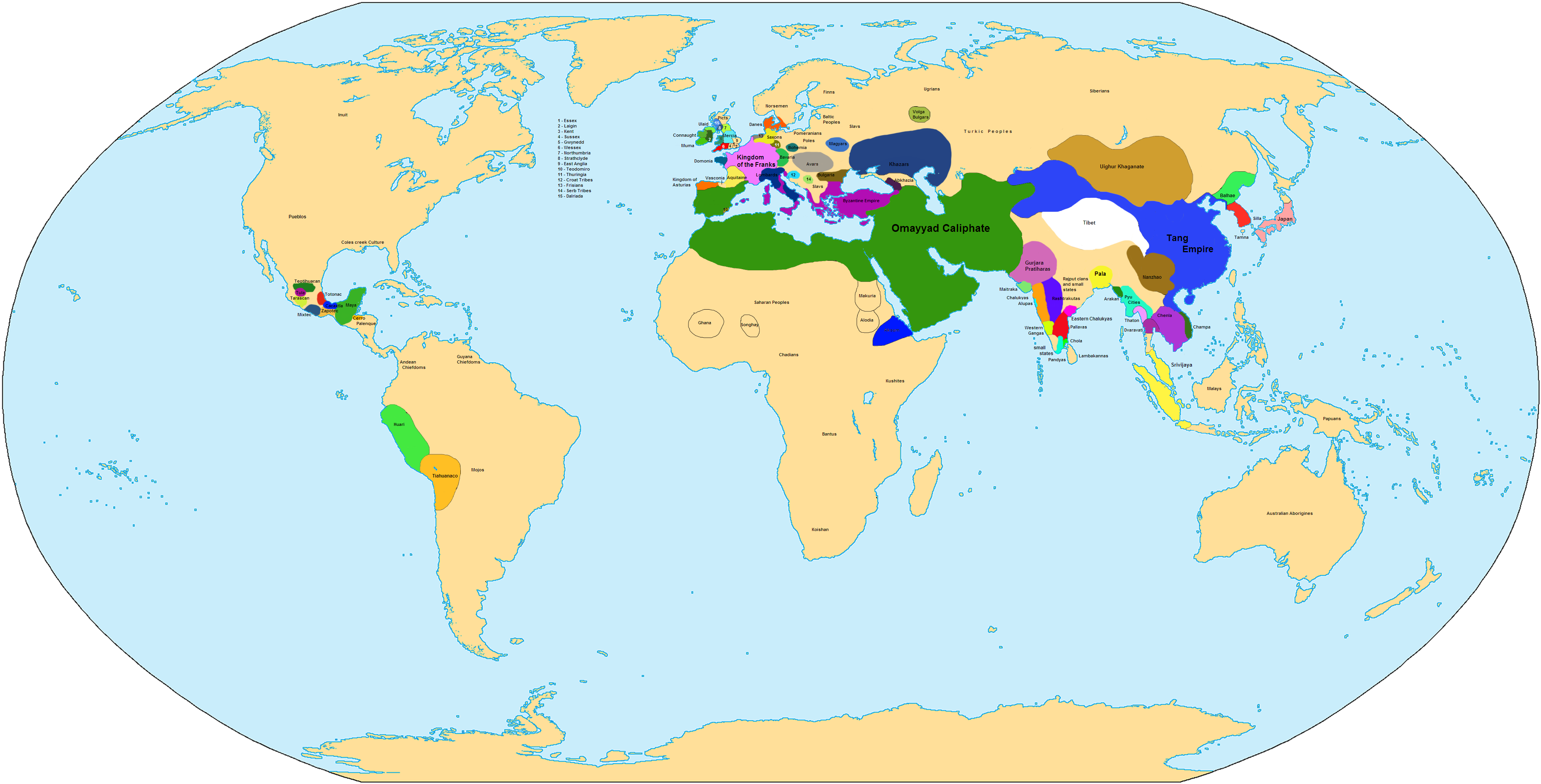
Політична мапа світу на 750 рік

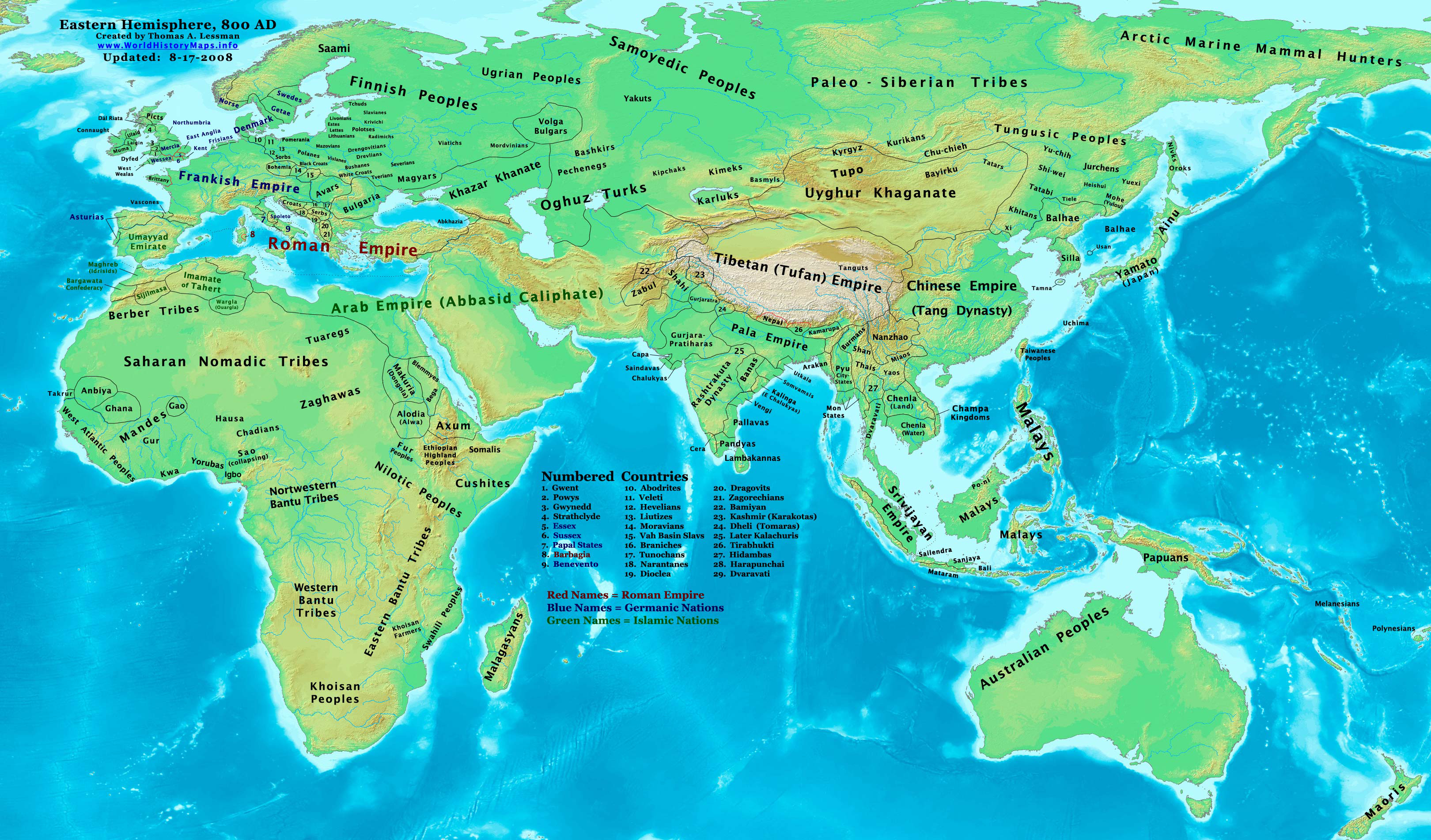
Мапа східної півкулі на 800 рік

### Арабський світ
На початку століття умма була об'єднана в Омеядському халіфаті. Араби продовжували свої завоювання в Північній Африці, Європі та Азії, хоча його темпи сповільнилися. 712 року вони захопили Піренейський півострів, що стало початком кінця Вестготського королівства. 732 року араби та підкорені ними бербери вторглися у Франкське королівство, але зазнали поразки в битві при Пуатьє, після чого їхній наступ на Європу припинився, і франки поступово витіснили їх зі своїх земель. Реконкіста розпочалася 718 або 722 року (точна дата не встановлена), коли Астурія під проводом Пелайо відстояла свою незалежність.
В Азії мусульманські завоювання просунулися до Сінду і в Середню Азію. 751 року в битві при Таласі араби завдали важкої поразки Китаю, яким правила династія Тан, і повністю ліквідували його вплив у регіоні. Предки китайських хуейцзу — перси і араби, переселилися на південь Китаю.
750 року владу в халіфаті захопили Аббасиди, й Омеядський халіфат змінився Аббасидським халіфатом. 762 року нові правителі збудували нову столицю Багдад, тому халіфат часто називають Багдадським. Родина Омеядів була майже повністю винищена, але її представник Абдаррахман I утік на Піренейський півострів і захопив там владу, утворивши незалежний Кордовський емірат. Незалежними стали також бербери Магрибу, які стали хариджитами, але розкололися на кілька течій, кожна з яких контролювала певні області.
Наприкінці століття в Аббасидському халіфаті розпочалося правління Гаруна ар-Рашида, при якому велику владу мали Бармакиди.

### Візантія
Упродовж століття Візантія вела війни з арабами та булгарами, в яких жодна сторона не добилася вирішальної переваги, і поступово втрачала вплив на Апеннінському півострові. На початку століття Візантії належали в Італії Рим, Равенна, Неаполь, та області на півночі й на півдні. Стосунки між Візантією та Святим Престолом погіршувалися через неприйняття папами римськими політики іконоборства, яку активно проводили василевси Лев III Ісавр та Костянтин V. Візантія не мала сил допомагати папам стримувати натиск лангобардів, і вони знайшли нових покроветелів — франків. Франкські королі подарували Святому престолу Рим, Равенну та смугу землі між ними, де утворилася незалежна Папська держава. Венеція та Неаполітанський дукат теж стали практично незалежними до кінця століття.

### Західна Європа

#### Франкське королівство

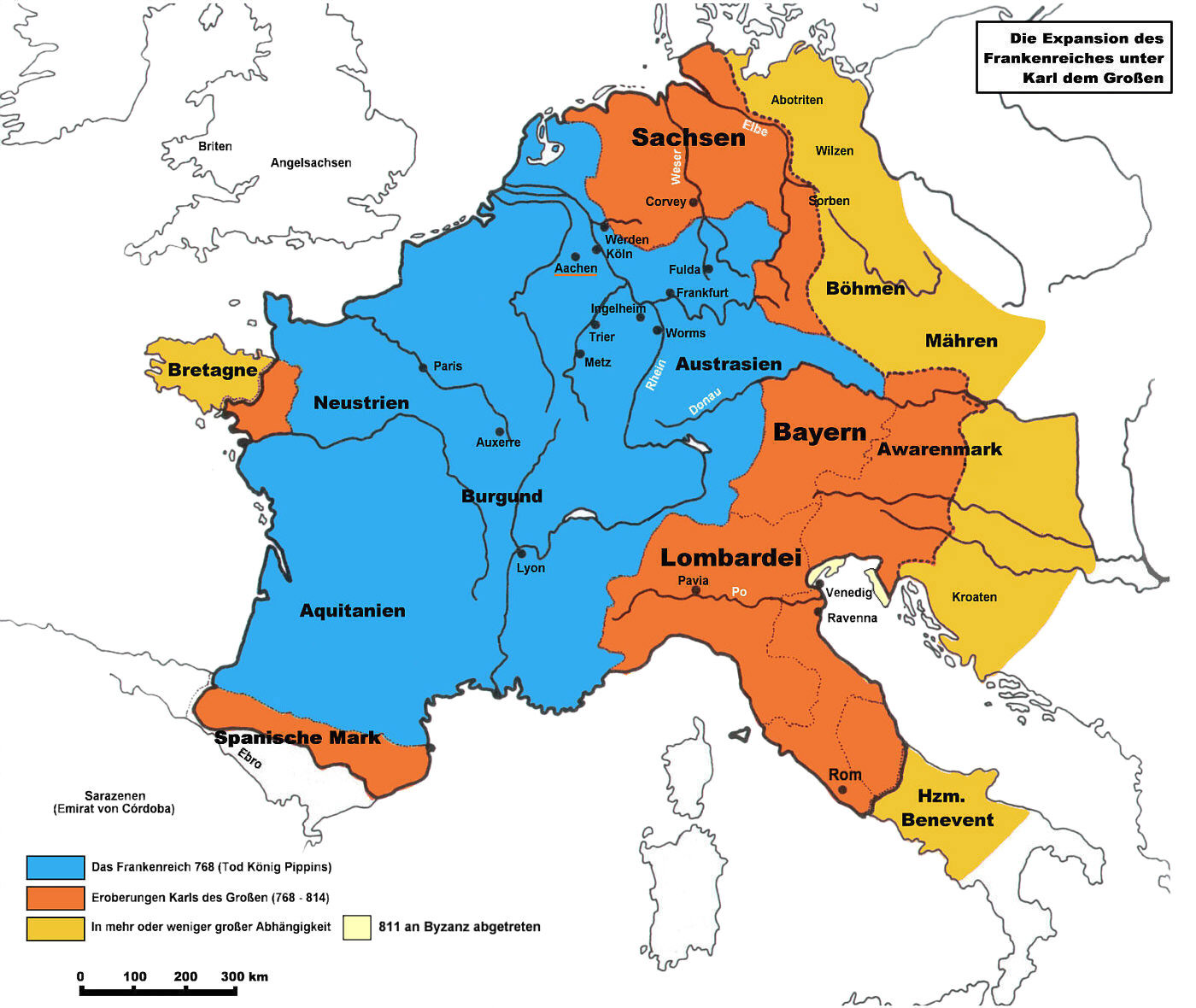
Франкське королівство в 768—811 роках

Сила й могутність Франкського королівства зростали упродовж століття, і до його кінця воно перетворилося у велику імперію. На початку століття франками формально правили королі з династії Меровінгів, але реальна влада була в руках мажордомів, серед яких виділялися Піпін Герістальський, Карл Мартел та Піпін Короткий. Карл Мартел здобув перемогу над арабами в битві при Пуатьє 732 року і зупинив їхнє просування в Європу. Він настільки міцно тримав владу в руках, що 737 року, після смерті Теодоріха IV навіть не потурбувався про призначення нового короля. Франкська держава залишалася без короля до 743 року, коли, уже після смерті Карла Мартела, трон чисто формально посів Хільдерик III. Його змістив 751 року син Мартела Піпін Короткий, коронований на трон франків Папою Римським Стефаном. Піпін допоміг Папі відібрати в лангобардів захоплену ними у Візантії Равенну, і зробив так званий дарунок Піпіна — віддав Святому Престолу у володіння Римську область, на якій утворилася Папська держава.
Франки вели постійні загарбницькі війни. На початку століття, в період безладу між смертю Піпіна Герістальського та приходом до влади Карла Мартела, від держави відокремилися, ставши практично незалежними, Септиманія та Аквітанія. Септиманія була завойована арабами і залишалася в їхніх руках після битви при Пуатьє. Франки поступово витісняли арабів і 759 року взяли їхню останню твердиню Нарбонн. Аквітанія визнала сюзеренітет Франкської держави ще за Карла Мартела, але після смерті Едо Великого його спадкоємці бунтували аж до 760-х, коли їх повністю скорив Карл Великий.
772 року франкський король Карл Великий ліквідував Лангобардське королівство в північній Італії, приєднав його територію і став іменувати себе королем франків та лангобардів. При цьому він знову відвів від Рима загрозу з боку останнього лангобардського короля Дезидерія, який всього лише вимагав від Папи Римського, щоб той висвятив його внуків королями Франкського королівства. Карл Великий здійснив ще кілька походів в Італію для придушення бунтівних незалежних герцогств, які виникли на південь від Папської держави після її утворення.
Упродовж століття франки просували межі своєї держави на схід, долаючи опір германських племен фризів, алеманів, саксів, баварів. Франки здійснювали походи на їхні землі, нищили їхні поселення, будували укріплені замки, але германці повставали знову й знову. 746 року Карломан, брат Піпіна Короткого стратив 4500 вождів алеманів. Масову страту, Верденську різанину, здійснив 782 року Карл Великий під час Саксонських воєн. Пацифікації служило також охрещення германських язичників. 788 року Карл Великий включив до складу свого королівства Баварію, а з нею і слов'янську Карантанію.
Після окупації Баварії Франське королівство стало межувати з Аварським каганатом. Франки завдали аварам важких поразок 796 року, після яких авари вже не могли опиратися своїм традиційним ворогам слов'янам та булгарам.
Війни між франками та маврами продовжувалися й після звільнення Септиманії. Франки здійснили невдалі походи до Барселони та Сагароси, один із яких ліг в основу «Пісні про Роланда». Однак Карл Великий створив низку укріплень на іспанському боці Піренеїв і організував Іспанську Марку.
Держава франків розвивалася не тільки у військовому, а й правовому й культурному відношеннях. Франкські мажордоми та королі здійснювали адміністративний поділ своїх земель на герцогства і графства, організовували в них суди та єпископства, видавали закони. Період правління Карла Великого пізніше отримав назву Каролінзького Відродження.
800 року Папа Римський Лев III коронував Карла Великого Римським імператором.

#### Італія

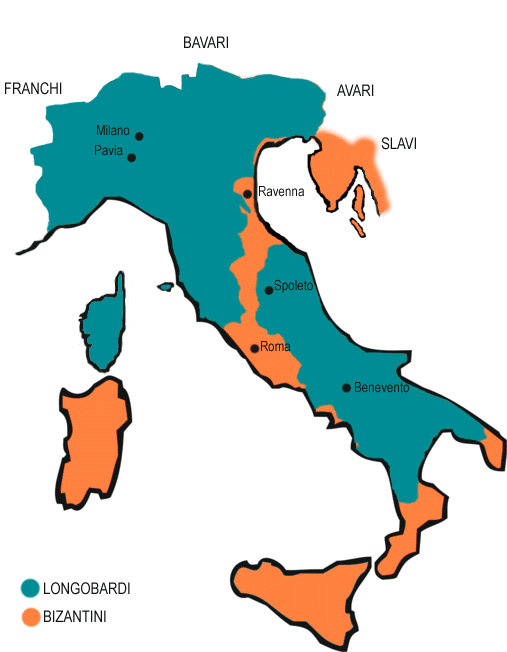
Італія на 744 рік

На початку століття більшу частину Апеннінського півострова займало Лангобардське королівство. Центральна Італія, куди входили Рим, Равенна та смуга землі між ними належали Візантії. Ця смуга розділяла Лангобрадське королівство на дві частини, в північній правили королі лангобардів, у південній — часто бунтівні герцоги Сполетські та Беневентські. Північна область навколо Венеції та південь Італії теж належали Візантії. Контроль Візантії над своїми італійськими землями з часом послаблювався, а її змога допомагати Риму й Равенні від претензій лангобардів зменшувалася. Це призвело до того, що Папи Римські знайшли нового заступника — Франкське королівство. 551 року завдяки втручанню франків було утворено Папську державу. Карл Великий захопив Північну Італію й ліквідував Лангобардське королівство 772 року. Південні герцогства отримали незалежність. Карл Великий продовжував підтримувати Пап, але водночас не дозволяв Папській державі розширюватися.
До кінця століття Неаполітанський дукат, Венеція та інші невеликі герцогства, що належали Візантії, практично стали незалежними. Венеція стала набувати важливого статусу в європейській торгівлі, оскільки була зв'язком між франками та Візантією. Сардинія та Сицилія залишалися візантійськими, хоча зв'язок із Константинополем послабився. На острови часто здійснювали морські напади араби.

#### Іспанія
На початку століття Піренейський півострів займало Вестготське королівство. 712 року почалося арабське вторгнення і до 721 королівство вестготів перестало існувати. Християнською залишилася лише Астурія на північному заході півострова. Астурійцям на чолі з Пелайо вдалося завдати поразки арабам 718 або 722 року, з чого почалася Реконкіста. Згодом утворилося Астурійське королівство, столицею якого стало місто Ов'єдо. Решту території контролювали мусульмани: араби та бербери, яких часто називали одним словом маври. Оскільки владу в Іспанії захопив представник Омеядів Абдаррахман I, а в арабському світі вже правила династія Аббасидів, то утворений ним Кордовський емірат був незалежною мусульманською державою. Маври поступово нарощували тиск на християнське населення, домагаючись прийняття ним мусульманства. Бербери часто повставали проти емірів Кордови, звертаючись за допомогою до франкських королів.

#### Британія

Британія на 800 рік

У Британії впродовж століття вели між собою війни сім англосаксонських королівств. Воювали вони також із піктами й скотами та іншими кельтськими племенами. Наприкінці століття серед англосаксонських королівств виділялася Мерсія, в якій правив Оффа.

#### Вікінги
Наприкінці століття на узбережжя Британії, Ірландії та Франського королівства почали нападати вікінги, перша згадка про яких у «Англосаксонському часописі» датується 789 роком, а перший відомий напад стався 793 року.

### Китай
Упродовж майже всього століття в Китаї правила династія Тан. Тільки на початку століття китайську державу очолювала імператриця У Цзетянь, яка формально належала до Другої династії Чжоу. На початку століття Китай тримав під контролем кочові племена на півночі та в Середній Азії, нав'язуючи їм свої правителів. В 750-х у Середній Азії зіткнулися дві наддержави: Китай та Арабський халіфат, і Китай програв протистояння. Після поразки від арабів у битві при Таласі Китай не тільки втратив володіння в Середній Азії, а й зазнав наступних поразок від киданів та утвореної 751 року держави Наньчжао, у ньому спалахнуло повстання, яке очолив полководець тюркського походження Ань Лушань. Повстанці захопили обидві столиці Лоян та Чан'янь, імператору довелося втікати. Повстання тривало з 755 року по 763 рік. Скориставшись повстанням Чан'янь захопили тибетські війська й утримували його 16 днів.

### Кочові народи
Тюркський каганат існував у першій половині століття, охоплюючи території на північ та на захід від Китаю. Тюрки здійснювали рейди в Китай і воювали з арабами, які захопили Трансоксанію. 744 року його столицю Отукан взяли уйгури й каганат перестав існувати. Уйгури витіснили тюрків на захід в степи сучасного Казахстану, а на землях колишнього Тюркського каганату утворився Уйгурський каганат. Довгий час з арабами воювали тюргеші, але 766 року їх підкорили карлуки.
Степи над Каспійським та Азовським морями займав Хозарський каганат. Батьківщиною хозарів був сучасний Дагестан, звідки вони здійснювали напади на Арабський халіфат. Араби не залишалися в боргу, й поступово витіснили хозарів у степи, де хозари підкорядкували собі інші кочові народи, зокрема булгарів колишньої Великої Булгарії. З середини століття хозари прийняли юдаїзм.
Угри, які поселилися на початку століття між Сіверським Дінцем та Волгою, були підпорядкованими Хозарському каганату.
Аварський каганат з центром у Паннонії поступово втрачав силу. Якщо в минулому столітті авари разом із слов'янами часто здійснювали походи на Візантію, то у 8 столітті від Візантії їх відділяли булгари, а слов'яни ще з часів князя Само вийшли з покори. Після анексії франками баварських земель, авари зіткнулися з новим ворогом із заходу. 796 року франки завдали аварам важкої поразки, захопили Хрінг і вивезли звідти дуже велику здобич, що навіть призвело до інфляції в Західній Європі.
Булгари, змішавшись на Балканах зі слов'янами, правили Першим Болгарським царством, державою, що доволі успішно протистояла Візантії. Візантія то здійснювала походи проти булгар, то згоджувалася платити їм данину за збереження миру, а іноді булгари допомагали візантійським претендентам на трон захоплювати владу й допомагали візантійцям боротися проти арабів. Інша частина булгар, та, що мігрувала на Волгу, мабуть, була підконтрольна хозарам.

### Слов'яни
Вибухове розселення слов'ян у Східній Європі продовжувалося впродовж століття, але відомості про них збереглися тільки через літописи тих народів, які вже мали літописців. Слов'яни міцно утверидилися на Балканах. Разом із булгарами вони утворили Перше Болгарське царство. Чимало слов'ян жило також на візантійській території. До них належали, зокрема, серби та хорвати. Хорутани Карантанії мали своє князівство, яке 745 року стало васалом Баварського герцогства, а під кінець століття, 788 року, увійшло до складу Франкського королівства.
Полабські слов'яни: Ободрицький союз та велети, були союзниками франків у Саксонських війнах. Велика Моравія та Нітранське князівство були ще в зародковому стані.

### Терени України
Про події на теренах України у 8 столітті збереглося мало відомостей. Археологи виділяють на території лісостепової зони пеньківську й корчацьку археологічні культури. Мабуть, у цей час почали формуватися слов'янські племена, відомі з історичних літописів наступних століть. Північне Причорномор'я було відкрите для різних кочових племен: булгарів, хозарів, аланів, аварів, тюрків. Угри досягли Сіверського Дінця. У Криму жили кримські готи, а Херсонес Таврійський належав Візантії і був місцем заслання опальних правителів та церковних діячів.

### Інші народи
В Японії завершилися, розпочаті ще в VII столітті, реформи Тайка. Період Ямато завершився 710 року. 794 року з переносом столиці в Кіото завершився період Нара і розпочався період Хей'ан. Територія Кореї була розділена між державами Сілла та Бохай. Індія впродовж століття залишалася роздробленою. Почала підійматися буддійська імперія Пала, яка зародилася в Бенгалі. Тибет часів правління Тисрондецана був могутнью державою. 787 року в ньому перемогли прихильники буддизму, й буддизм було проголошено державною релігією. Імперія Шривіджая контролювала міжнародну морську торгівлю через Малаккську протоку.
В Африці Аксумське царство почало занепадати. Піднесення народу сонінке й торгівля золотом із арабами сприяли утворенню і зміцненню державності в Гані.
Цивілізації Центральної Америки переживали свій класичний період. В Андах існували культури Уарі та Тіуанако.

## Події
- VII—VIII століття — Проникнення в Крим хозар і болгарських племен.

## Релігія
Християнство за сприяння Рима, франків та війзантійців продовжувало поширюватися серед язичницьких племен Європи. На землях баварів, саксів і фризів активно діяли місіонери, серед яких відзначався святий Боніфатій. Карл Великий використовував християнство для пацифікації непокірних германських племен. Авари теж охрестилися на вимогу франків, прагнучи здобути їхнє заступництво перед загрозою сусідніх племен. Християнство почало проникати і в слов'янські землі: воно ширилося серед булгар, хорватів, сербів. У Британії існували як християнські, так і язичницькі королівства.
Християнська церква пережила період боротьби між іконоборством та іконошануванням. Переконаними іконоборцями були василевси Лев III Ісавр та його син Костянтин V. Папи Римські рішуче виступали проти іконоборства, що сприяло поглибленню протистояння Рима та Константинополя. Константинопольські патріархи спочатку теж виступали проти боротьби з іконами, але Лев III прогнав своїх противників із кафедри, замінивши їх покірними. 754 року було проведено Іконоборчий собор, рішення якого потім засудили як Східні Церкви, так і Західна Церква. З приходом до влади Ірини Афінської, яка спочатку була регентом при своєму синові Костянтині VI, а потім правила від власної особи, переслідування іконошанування припинилося. Другий Нікейський собор 787 року засудив іконоборство й відновив єдність християнської церкви бодай частково.
Зі створенням Папської держави Святий Престол зовсім вийшов зі сфери впливу візантійських імператорів. У VIII столітті з'явився документ, що начебто засвідчував дар Костянтина, яким один із останніх імператорів Римської імперії Костянтин Великий поступався Заходом Папі Римському. Пізніше було доказано, що цей документ був підробкою, однак він міг відіграти роль у тому, що Папа Римський Лев III вважав своїм правом коронування Карла Великого імператором. У Візантії, зрозуміло, проголошення імператором варвара викликало обурення.
Іслам утвердився в Середній Азії, Сінді, Північній Африці та Іспанії. У 8 столітті склалися основні правові школи ісламу мазхаби.
Буддизм став офіційною релігією Тибету, поширювався в Південно-Східній Азії. В Індії зі зміцненням бенгальської держави Пала буддизм переживав період свого останнього відродження.

## Культура

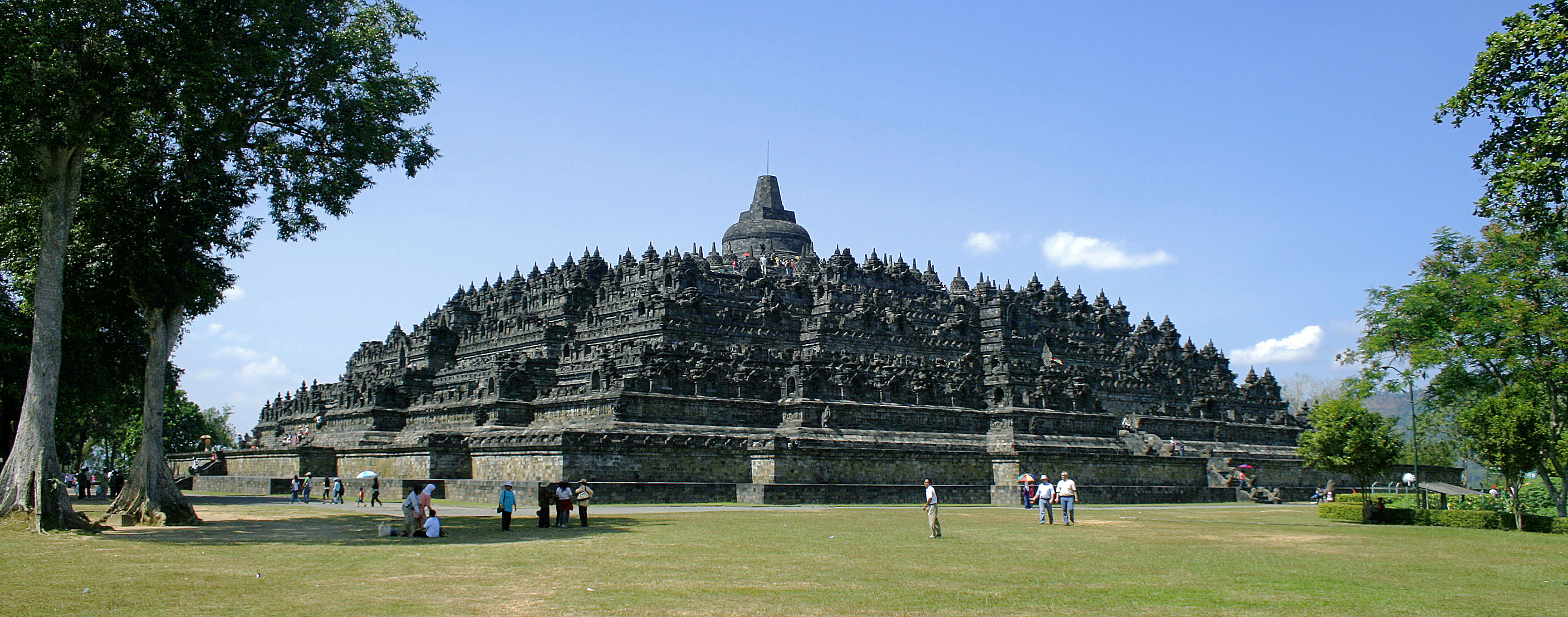
Будівництво храму Боробудур на Яві розпочалося наприкінці 8 століття

Знання історичних подій VIII століття збереглися завдяки праці літописців, серед яких були англосакс Беда Преподобний, лангобард Павло Диякон, який зокрема написав Історію лангобардів, а пізніше франк Ейнгард, який описав правління Піпіна Короткого та Карла Великого в «Анналах королівства франків».
Часи правління Карла Великого були початком періоду, який пізніше отримав назву Каролінзького Відродження. Карл збирав при своєму дворі найвизначніших учених мужів Європи: Алкуїна, Павла Диякона, Ейнгарда. У своїй столиці, Аахені, він спорудив палац і собор, запрошуючи на будівництво фахівців із Рима й Візантії.
Період правління халіфа Гаруна ар-Рашида вважається часом розквіту арабської культури, Золотою добою ісламу. Зокрема, у 8 столітті розпочалася творчість арабського поета Абу-Нуваса.
У 8 столітті за правління династії Тан у Китаї творили видатні поети Лі Бо, Ду Фу, Бо Цзюй-і та інші. Ці часи вважаються періодом розквіту китайської поезії та малярства.
В Японії було укладено першу збірку японської поезії «Манйосю».